# Encofrados Alsina
Alsina è una società multinazionale che si occupa di progettazione, fabbricazione, vendita e noleggio di materiale per casseforme, puntelli e ponteggi per il settore della costruzione. È stata fondata a Barcellona nel 1950 da Joan Alsina Albareda, oggi è uno dei principali fornitori in Spagna (con 12 filiali distribuite su tutto il territorio) ed è anche presente in altri 16 paesi del mondo. (Cile, Uruguay, Paraguay, Perù, Colombia, Panama, Messico, USA, Portogallo, Marocco, Italia, Romania, Polonia, Emirati Arabi Uniti, India e Filippine).
Con sede a Montcada i Reixac (Barcellona), l'azienda conta attualmente più di 700 dipendenti. Dispone inoltre di un ampio catalogo con più di 350 prodotti e soluzioni.

## Storia
Nel 1950 Joan Alsina Albareda fondò Maderas Alsina, un emporio di legno per falegnami.
Maderas Alsina pensa quindi alla possibilità di sviluppare una cassaforma recuperabile per il settore edile, molto importante in Spagna all'epoca. Come attività parallela a Maderas Alsina, negli anni '70, nasce Encofrados Alsina che si occupa della distribuzione di sistemi di casseforme per conto terzi e di pannelli Alisan di propria produzione. Si iniziano a progettare e produrre casseforme proprie. La gamma Mecano Alisan è stata la prima delle tante. Nel corso degli anni, il consolidamento del reparto ricerca e sviluppo, l'ufficio tecnico Alsitec, insieme a un eccellente team commerciale e ai tecnici dell'assistenza in cantiere, hanno consentito ad Alsina di diventare un punto di riferimento nel settore dell'edilizia residenziale in Spagna.
Con l'inizio del nuovo secolo, Alsina punta all'espansione della sua attività nelle opere civili e in Europa, Africa e America. Dopo due decenni di intenso lavoro, Alsina conclude il suo piano di espansione iniziale e diventa un riferimento globale nel settore delle casseforme, con la presenza di filiali di proprietà in 17 paesi del mondo.

## Panoramica dei prodotti
Con più di 150 brevetti, Alsina dispone di molteplici soluzioni per tutti i tipi di strutture. Casseforme per muri, pilastri, travi e solette. In questa categoria si distinguono per la loro efficacia e diffusione in tutto il mondo i sistemi Alumecano, Mecanoflex, VCM, Alispilar e Alisply Manual.
Sono presenti anche sistemi rampanti, impalcature di sostegno e puntelli, oltre a tutta una gamma di soluzioni di accesso e sicurezza per transitare e lavorare alla fase strutturale in tutta sicurezza.
Tra i sistemi di sicurezza, spicca l'innovativo sistema di protezione individuale anticaduta denominato Alsipercha.

## Progetti
Alcuni esempi di progetti realizzati con soluzioni Alsina:
- Ciudad BBVA: Madrid, Spagna. Emblematico palazzo uffici con un singolare design
- Marlins Park: Miami, USA. Costruzione dei piloni del tetto dello stadio di baseball dei Miami Marlins[7].
- Porto di Alicante: Alicante, Spagna.  Ampliamento del molo n. 13. Esecuzione della soletta superiore dello scatolare.
- Ospedale di Curicó: Curicó, Cile. Complesso sanitario completamente nuovo che sostituisce il precedente ospedale distrutto dal terremoto del 2010.
- PTAR Juan Diaz: Panama. Impianto per il trattamento delle acque reflue Juan Diaz della città di Panama.
- Complesso residenziale Jade Park: Imponente complesso residenziale formato da 3 edifici da 20, 25 e 32 piani nella città di Asunción, in Paraguay.
- Linea 2 della metropolitana di Panama.
- Stazione di Benta Berri. Donostia, Spagna.

Alcuni esempi di progetti realizzati in Italia con soluzioni Alsina:
- Tratta ferroviaria Arcisate – Stabio. Italia.